# اموال غیرمنقول
اموال غیر منقول، در اصطلاح حقوقی به مالی گفته می‌شود که از جایی به جای دیگر قابل انتقال نباشد، مانند زمین و معدن. اگر در عمل، نقل مالی ممکن شود، اما به موجب این تغییر ویرانی و خرابی عین یا محل آن حاصل گردد، آن را نیز غیرمنقول می‌گویند.
اموال جمع مال است و در لغت به معنی خواسته، املاک و اسباب، کالا و ثروت و هر چیزی که در تملک کسی باشد، یا در تصرف و ید کسی باشد، گفته می‌شود.

## اموال غیرمنقول در حقوق ایران

### تقسیم‌بندی
با استناد به قانون مدنی ایران اموال غیرمنقول به صورت زیر تقسیم‌بندی می‌شود:
1. اموال غیرمنقول ذاتی که منحصراً شامل زمین می‌شود
2. اموال غیرمنقول وابسته به عمل انسان، مانند لوله‌های به کار رفته در ساختمان[۶]
3. اموالی که در حکم اموال غیرمنقول هستند[۷]
4. اموالی که تابع اموال غیرمنقول هستند[۸]

### آثار تفکیک اموال منقول و غیرمنقول
مهم‌ترین آثار تقسیم‌بندی اموال به منقول و غیرمنقول به شرح زیر می‌باشد:
1. خارجیان نمی‌توانند در ایران آزادانه اموال غیرمنقول را مالک شوند
2. نقل و انتقال اموال غیرمنقول باید با سند رسمی‌صورت بگیرد، اما در مورد اموال منقول تنظیم سند رسمی ضرورت ندارد[۹]
3. حق شفعه مختص اموال غیرمنقول است[۱۰]
4. برای رسیدگی به دعاوی راجع به غیرمنقول، دادگاهی صالح است که مال غیرمنقول در حوزه آن واقع است[۱۱]
5. حق ارتفاق مخصوص اموال غیرمنقول است[۱۲]
6. زن از اموال منقول به‌طور کلی ارث می‌برد;[۱۳] و از قیمت اموال غیرمنقول اعم از عرصه و اعیان ارث می‌برد.[۱۴]